# Robert Emden
Pour les articles homonymes, voir Emden.
Jacob Robert Emden (né le 4 mars 1862 à Saint-Gall et mort le 8 octobre 1940 à Zurich) était un météorologue et un astrophysicien suisse.

## Biographie
En 1907, il a été nommé professeur associé de physique et météorologie à l'Université technique de Munich. Il a publié la même année des travaux sur la structure des étoiles : Gaskugeln: Anwendungen der mechanischen Wärmetheorie auf kosmologische und meteorologische Probleme (boules de gaz : application de la théorie de la chaleur à des problèmes météorologiques et astrophysiques). Il est devenu membre de l'Académie bavaroise des sciences.
Il a été l'éditeur de Zeitschrift für Astrophysik (qui fusionnera ensuite avec d'autres journaux européens pour devenir Astronomy and Astrophysics). En 1933, il fuit l'Allemagne devant la montée du national-socialisme et retourne en Suisse.
Le cratère lunaire Emden a été nommé en son honneur de même que les équations de Lane-Emden et de Emden-Chandrasekhar décrivant la structure stellaire.

## Famille
Il avait épousé Clara la sœur de son collègue et ami Karl Schwarzschild (1873-1916) également astrophysicien. Le fils de ce dernier Martin Schwarzschild (1912-1997) est un astrophysicien germano-américain émérite.